# Захаров, Пётр Иванович (полковник)
Пётр Ива́нович Заха́ров (12 июля 1907, Симферополь, Российская империя — 1965) — советский хозяйственный деятель в системе НКВД (затем МВД СССР). Полковник. Начальник Лаборатории «В» (1947—1950), руководитель строительства первой в мире Обнинской АЭС (1951—1954).

## Биография
Пётр Захаров родился 12 июля 1907 года в Симферополе.
В 1932 году окончил Днепропетровский строительный институт. Однокурсником Петра Захарова был Иосиф Табулевич, впоследствии заместитель директора Объекта «В» и в течение нескольких лет подчинённый Захарова.
Был прорабом на строительстве Луганского паровозостроительного завода. Работал прорабом на ДнепроГЭС (1929—?), где занимался строительством шлюзов. Строил военные аэродромы. В 1937 году был назначен заместителем главного инженера военно-строительного управления Киевского округа. В том же году был арестован и некоторое время находился под арестом. После этого был направлен на работу в ЦК КП(б)У по промышленности и строительству.
После начала Второй мировой войны на территории СССР, в конце июня 1941 года вошел в оперативную группу по руководству партизанским движением и подпольной деятельностью на оккупированной территории Украины при Военном совете Юго-Западного фронта и занимался организацией партизанского движения на Украине (1941—?),
Позднее был комиссаром инженерных войск на Сталинградском фронте (1942—?). В 1944 году назначен заместителем министра по строительству Украинской ССР. Был заместителем Георгия Маленкова в ЦК ВКП(б) по танковой промышленности СССР. После окончания войны в 1945 году занимался восстановлением шахт Донбасса. Разошёлся в мнениях с Никитой Хрущёвым о путях восстановления Донбасса и был отправлен руководить Крещатикстроем в Киеве. После встречи с Авраамием Завенягиным в 1945 году был назначен начальником строительства Челябинска-40. В 1946 году назначен первым заместителем «Челябинскметаллургстроя». В 1947—1950 гг. был начальником Лаборатории «В». С 1951 года руководил строительством первой в мире Обнинской АЭС.
Пётр Захаров был одним из инициаторов решения о строительстве в будущем Обнинске атомной электростанции и экспериментальных критических стендов для будущего атомного подводного флота.
Используя свои связи в отделе кадров Министерства среднего машиностроения СССР, подбирал для работы в будущем Обнинске не просто лучших выпускников профильных высших учебных заведений и даже не просто лучших спортсменов — а капитанов волейбольных команд вузов, составивших впоследствии костяк волейбольной сборной Обнинска. Так на работу в Лабораторию «В» попали Борис Габрианович из Казанского химико-технологического института, Герман Тимофеев из Московского государственного университета, Александр Дерюгин из Уральского политехнического института, Борис Громов из Московского энергетического института.
Захаров был одним из главных организаторов спорта на Объекте «В» и после работы очень любил судить волейбольные игры.
В 1954 году был парализован в результате инсульта. Умер в 1965 году.

## Награды
- Орден Ленина (1951)
- Орден Красного Знамени (1943)[3]
- Медаль «За оборону Сталинграда»
- Медаль «Партизану Отечественной войны» I степени